# Ilovik (Mali Lošinj)
Ilovik is een plaats in de gemeente Mali Lošinj in de Kroatische provincie Primorje-Gorski Kotar. De plaats telt 104 inwoners (2001).

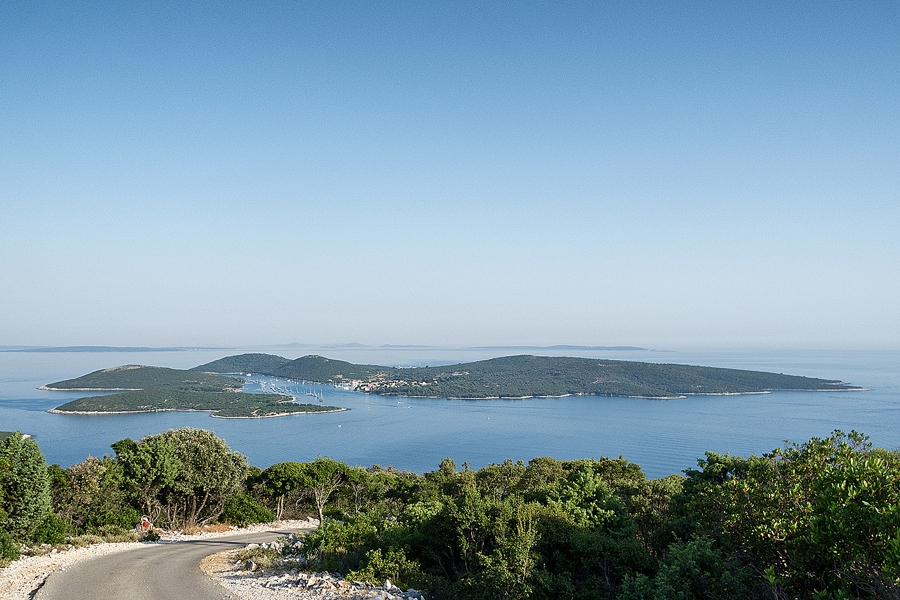
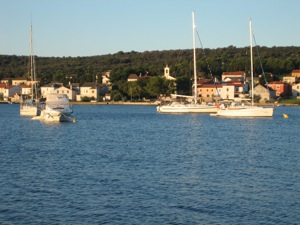
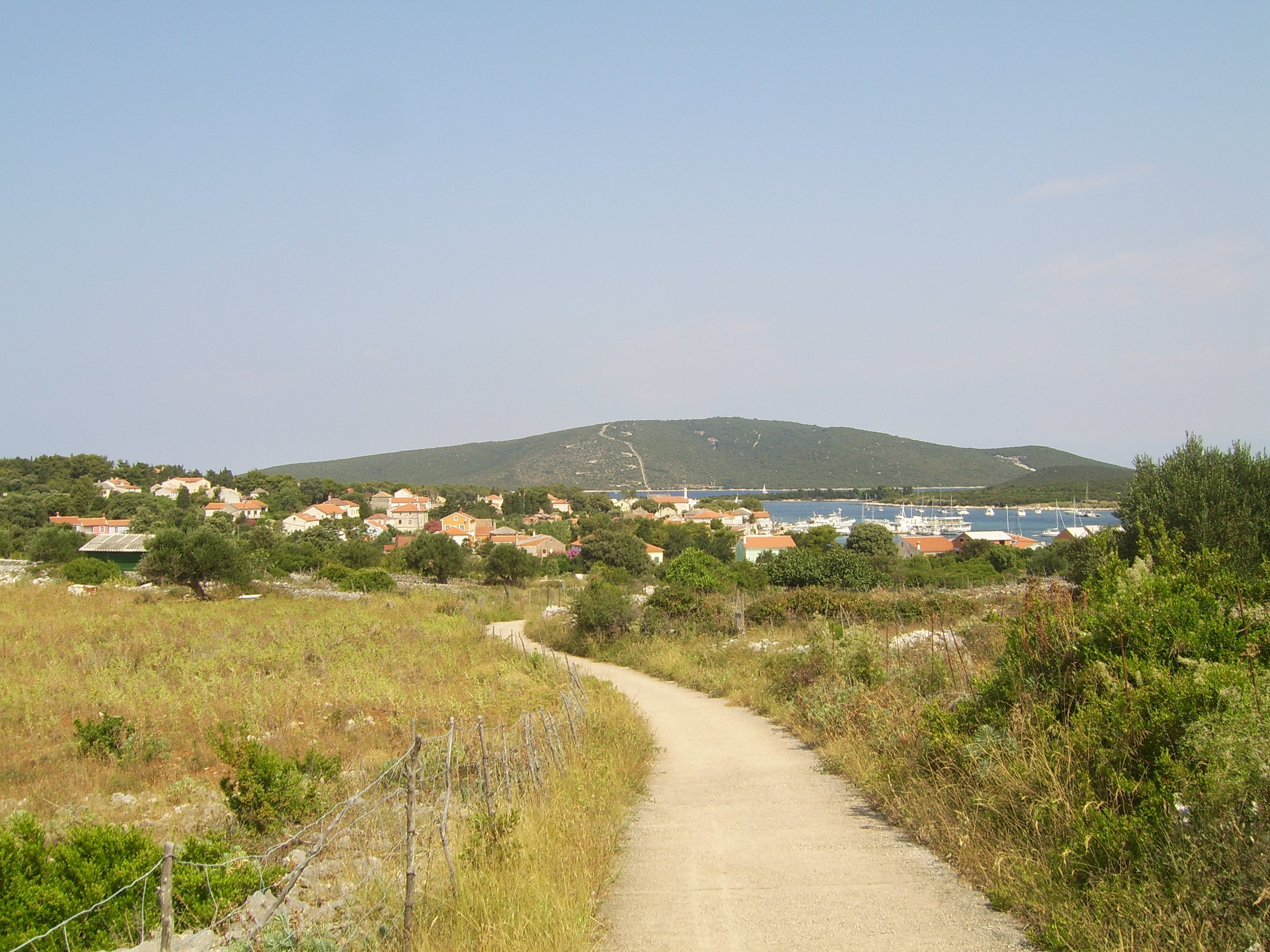
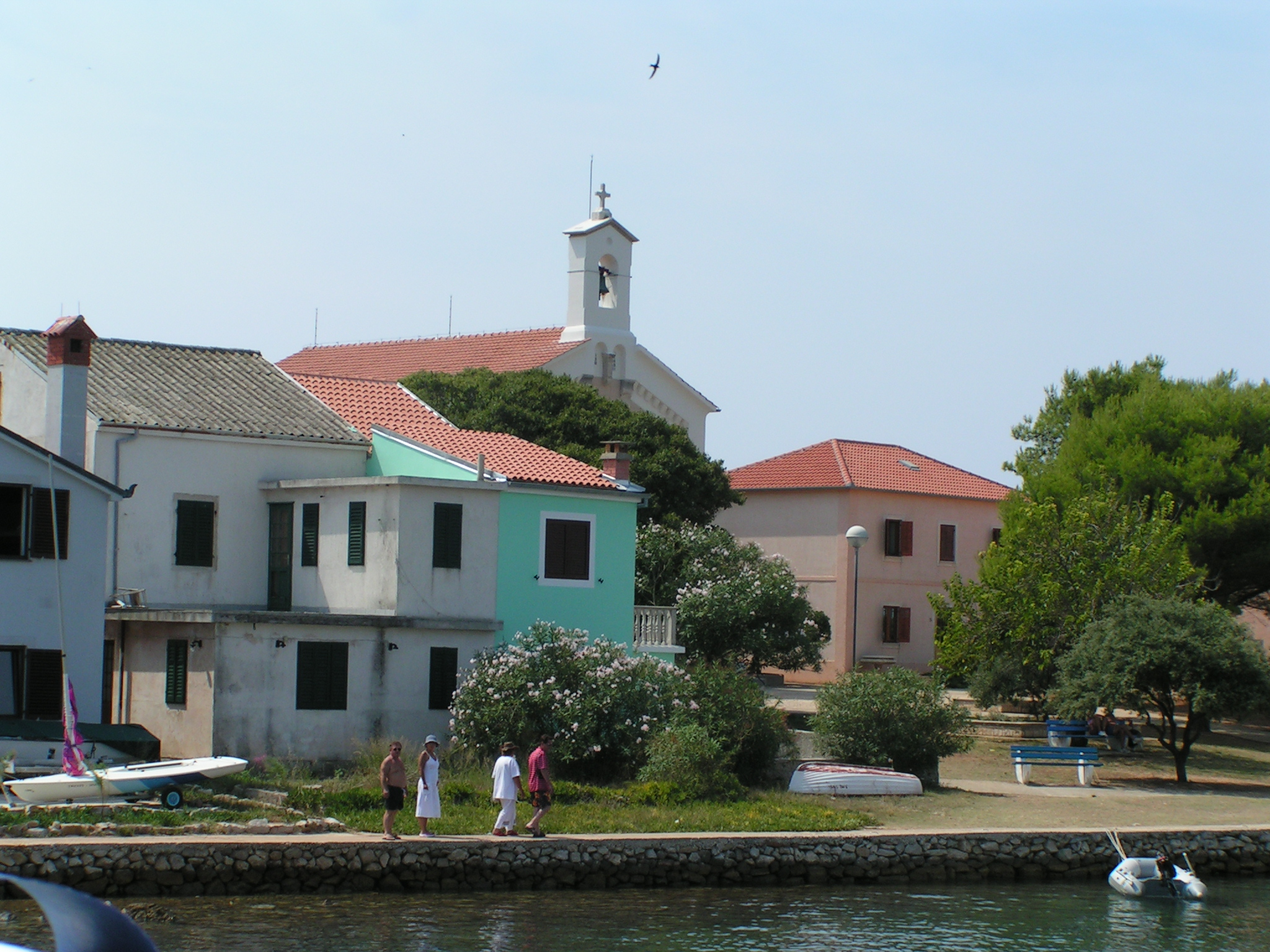